# 心情超讚
《心情超讚》（ナイスな心意気）是嵐的第八枚單曲。於2002年4月17日發行。唱片公司為J Storm。

## 解說
- 本作以片假名ARASHI（アラシ）的名義發行。與前作一樣以不含C/W、8cm的簡易尺寸，並以525日圓的低價發售。
- 由於是《烏龍派出所》的結尾曲，不管是PV還是音樂節目內，都以七三分的上班族髮型示眾，成為話題。
- 作為結尾曲首次於烏龍派出所中播出時，歌手名稱以「嵐」強調表示，後來卻更換為ARASHI。事實上，成員曾經參與過與烏龍派出所的對打節目、事務所前輩東京小子的節目「鐵腕DASH」。
- 本人則稱「《ARASHI》與漢字的《嵐》感覺不一樣」，並表示「想試著走那樣的風格」、「是憧憬」。
- 為嵐首張沒有RAP部分的單曲。
- PV的設定為「ARASHI公司」（株式会社アラシ）的日常。
- 首次初動不足20萬張，累計亦不足30萬。
- 於2008年，與PIKA☆NCHI共同再版發售。

## 收錄曲
1. 心情超讚（ナイスな心意気）
（作詞：戶澤暢美　作曲：飯田建彥　編曲：石塚知生）
富士電視台動畫《烏龍派出所》第11代（248話~274話）結尾曲
2. 心情超讚（Original Karaoke）
3. Secret Talk
內容為「關於釣魚」及「關於英語會話」。